# Muscisaxicola alpinus
Muscisaxicola alpinus е вид птица от семейство Tyrannidae.

## Разпространение
Видът е разпространен в Еквадор и Колумбия.